# Helianthemum ledifolium
Helianthemum ledifolium är en solvändeväxtart som först beskrevs av Carl von Linné, och fick sitt nu gällande namn av Philip Miller. Enligt Catalogue of Life ingår Helianthemum ledifolium i släktet solvändor och familjen solvändeväxter, men enligt Dyntaxa är tillhörigheten istället släktet solvändor och familjen solvändeväxter. Arten har ej påträffats i Sverige.

## Underarter
Arten delas in i följande underarter:
- H. l. apertum
- H. l. campylopus
- H. l. ledifolium

## Bildgalleri

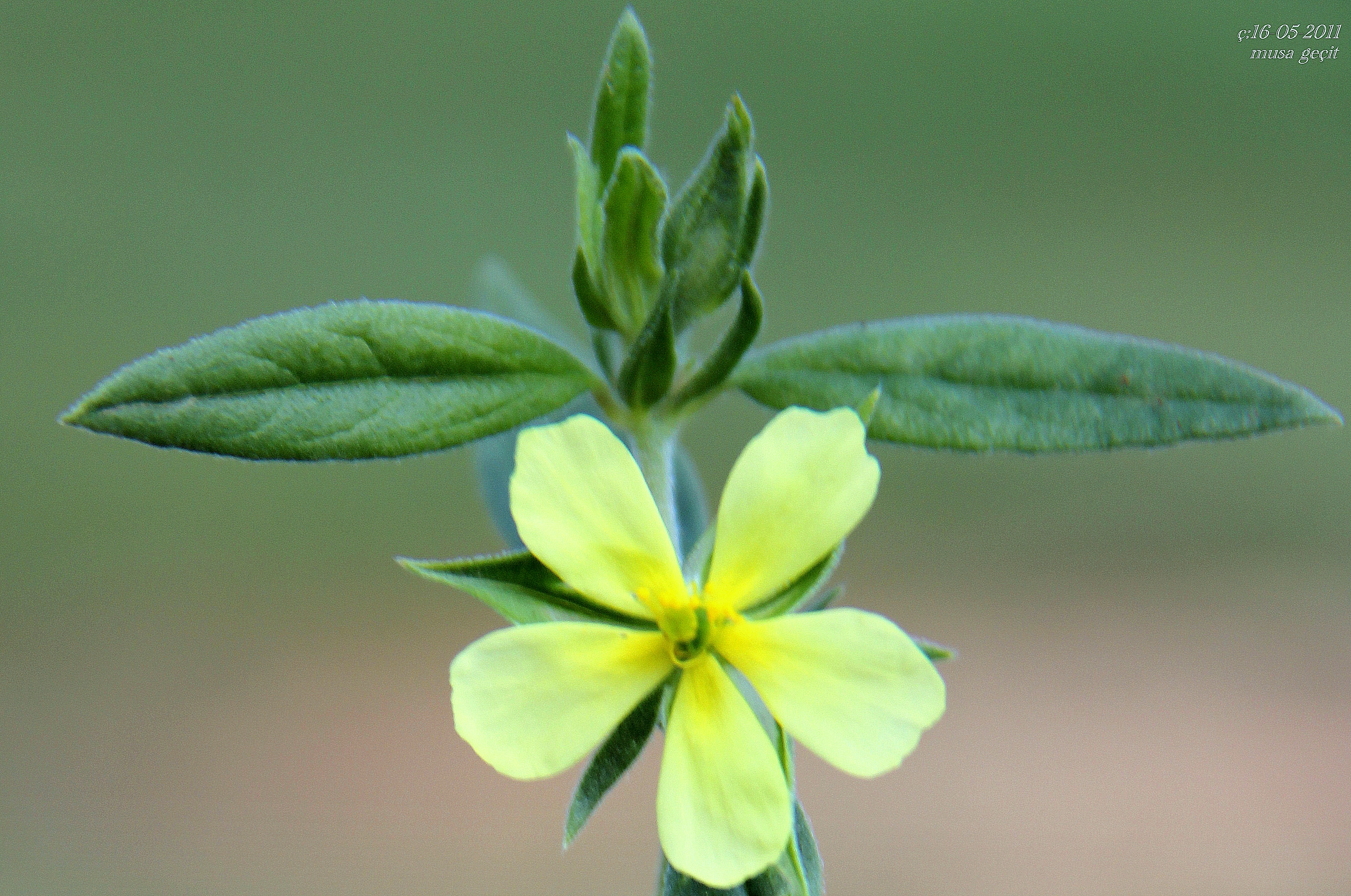